# Hans-Jürgen Riediger
Hans-Jürgen Riediger, född 20 december 1955 i Finsterwalde, Tyskland, är en östtysk fotbollsspelare som tog OS-guld i fotbollsturneringen vid de olympiska sommarspelen 1976 i Montréal.  Riediger spelade under långt tid för BFC Dynamo och blev bland annat ligans näst bästa målskytt under säsongen 1978/1979 när BFC Dynamo vann sin första östtyska ligatitel.
Riediger började 1964 för Motor Finsterwalde Süd och växlade 1970 till BFC Dynamo. Han spelade 193 matcher i DDR-Fußball-Oberliga och gjorde 105 mål. Mellan 1975 och 1982 ingick han i Östtysklands herrlandslag i fotboll och gjorde 6 mål.

### Fotnoter
1. ↑  http://www.sports-reference.com/olympics/summer/1976/FTB/mens-football.html Arkiverad 7 mars 2009 hämtat från the Wayback Machine. Herrarnas fotbollsturnering vid sommar-OS 1976 på Sports-reference.com
2. ↑  Rohr, Bernd (2012). ”Riediger, Hans-Jürgen” (på tyska). Fußball Lexikon. Stiebner Verlag. sid. 3319